# 褐翅雪雀
褐翅雪雀（学名：Montifringilla adamsi）为雀科雪雀属的鸟类。分布于锡金、克什米尔地区以及中国大陆的新疆、青海、西藏、四川等地，主要栖息于海拔3000-4500m 的高山、草原或荒漠以及夏季在5000m 以上的高山上也可见到。该物种的模式产地在中国西藏南部;克什米尔东部地区。

## 亚种
- 褐翅雪雀指名亚种（学名：Montifringilla adamsi adamsi）。分布于锡金、克什米尔以及中国大陆的青海、四川、西藏等地。该物种的模式产地在中国西藏西部;克什米尔东部地区。[2]
- 褐翅雪雀南山亚种（学名：Montifringilla adamsi xerophila）。在中国大陆，分布于青海、新疆等地。该物种的模式产地在青海党可南山。[3]